# Холокост в Светлогорском районе (Гомельская область)
Холокост в Светлого́рском районе (Гомельская область) — систематическое преследование и уничтожение евреев на территории Светлогорского района Гомельской области оккупационными властями нацистской Германии и коллаборационистами в 1941—1944 годах во время Второй мировой войны, в рамках политики «Окончательного решения еврейского вопроса» — составная часть Холокоста в Белоруссии и Катастрофы европейского еврейства.

## Геноцид евреев в районе

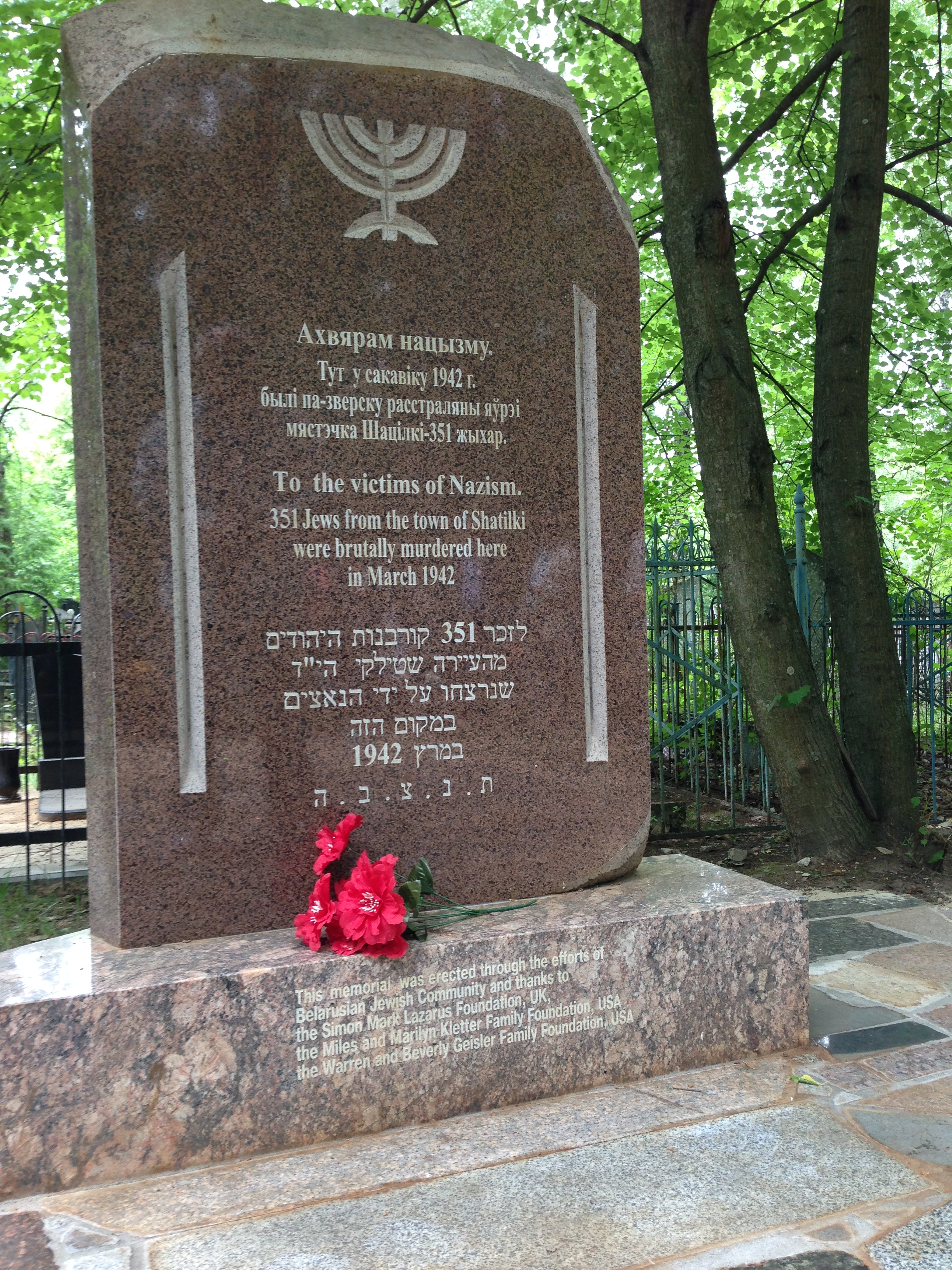
Новый памятник евреям Шатилок

Светлогорский район был полностью оккупирован немецкими войсками в августе 1941 года, и оккупация продлилась почти три года — до июня 1944 года. Нацисты включили Светлогорский район в состав территории, административно отнесённой к зоне армейского тыла группы армий «Центр». Комендатуры — полевые (фельдкомендатуры) и местные (ортскомендатуры) — обладали всей полнотой власти в районе. Вся полнота власти в районе принадлежала зондерфюреру — немецкому шефу района, который подчинялся руководителю округи — гебитскомиссару.
Для осуществления политики геноцида и проведения карательных операций сразу вслед за войсками в район прибыли карательные подразделения войск СС, айнзатцгруппы, зондеркоманды, тайная полевая полиция (ГФП), полиция безопасности и СД, жандармерия и гестапо.
Во всех крупных деревнях района были созданы районные (волостные) управы и полицейские гарнизоны из коллаборационистов.
Одновременно с оккупацией нацисты и их приспешники начали поголовное уничтожение евреев. «Акции» (таким эвфемизмом гитлеровцы называли организованные ими массовые убийства) повторялись множество раз во многих местах. В тех населенных пунктах, где евреев убили не сразу, их содержали в условиях гетто вплоть до полного уничтожения, используя на тяжелых и грязных принудительных работах, от чего многие узники умерли от непосильных нагрузок в условиях постоянного голода и отсутствия медицинской помощи.
За время оккупации практически все евреи Светлогорского района были убиты, а немногие спасшиеся в большинстве воевали впоследствии в партизанских отрядах.
Евреев в районе убивали в Шатилках, Паричах, деревнях Давыдовка, Печищи, Ковчицы-2, Осташковичи, Боровики, Узнаж и других местах. Возле деревни Высокий Полк были убиты тысячи евреев, привозимых туда из разных гетто.

## Гетто
Оккупационные власти под страхом смерти запретили евреям снимать желтые латы или шестиконечные звезды (опознавательные знаки на верхней одежде), выходить из гетто без специального разрешения, менять место проживания и квартиру внутри гетто, ходить по тротуарам, пользоваться общественным транспортом, находиться на территории парков и общественных мест, посещать школы.
Реализуя нацистскую программу уничтожения евреев, немцы создавали гетто почти во всех городах и населённых пунктах Беларуси, где проживало еврейское население. Так и в Светлогорском районе оккупанты организовали 5 гетто.
- В гетто деревни Давыдовка (осень 1941 — 8 февраля 1942) были убиты 129 евреев.
- В гетто деревни Ковчицы-2 (август 1941 — 21 января 1942) были убиты около 200 евреев.
- В гетто посёлка Паричи (лето 1941 — 18 октября 1941) были убиты более 1700 евреев.
- В гетто деревни Печищи (осень 1941 — 10 января 1942) были убиты примерно 120 евреев.
- В гетто деревни Шатилки (ныне Светлогорск) (осень 1941 — февраль 1942) были замучены и убиты 360 евреев.

## Случаи спасения и «Праведники народов мира»
В Светлогорском районе 6 человек были удостоены почетного звания «Праведник народов мира» от израильского мемориального института «Яд Вашем» «в знак глубочайшей признательности за помощь, оказанную еврейскому народу в годы Второй мировой войны»:
- Чаплинская Мария — за спасение Горелик (Каплан) Раисы в Паричах[27][28];
- Гайшун Никифор и Арина, Давыдович (Гайшун) Александра — за спасение Кавалерчик Семена в деревне Ковчицы-2[27][29][30][31];
- Лёгкая (Боскина) Дарья и Боскина Федора — за спасение Плоткина Павла (Срола) в деревне Высокий Полк[32][33].

## Память
Опубликованы неполные списки жертв геноцида евреев в Светлогорском районе.
В Светлогорском районе установлены 7 памятников убитым евреям — в Светлогорске (бывшие Шатилки), около деревни Высокий Полк (два памятника), в деревнях Печищи, Давыдовка и Ковчицы-2 (два памятника, один из которых в Бобруйске).